# Animal Crossing: Happy Home Designer
Animal Crossing: Happy Home Designer (どうぶつの森：ハッピーホームデザイナ, Dōbutsu no mori: Happīhōmudezainā) est un jeu vidéo de simulation de vie et de décoration intérieure développé par Nintendo EAD pour la Nintendo 3DS. Ce jeu est dérivé de la série Animal Crossing et n'est pas considéré comme faisant partie intégralement de cette série principale. Il s'agit du premier logiciel à utiliser les amiibo de la gamme Animal Crossing dévoilées au même moment que le jeu. Il est sorti le 30 juillet 2015 en Japon, le 25 septembre 2015 en Amérique du Nord, le 2 octobre 2015 en Europe, et le 3 octobre 2015 en Australie. Les critiques de la presse spécialisée à son égard ont été plutôt mitigées. Le jeu permet une personnalisation complète dans les maisons d'habitants. Notre personnage est employé chez Nook immobilier géré par le tanuki Tom Nook, célèbre dans la saga. Des habitants (Environ 4 à chaque fois) se présentent devant l'agence pour demander la maison de leurs rêves et le joueur peut donc choisir quelle maison réaliser selon le thème le plus inspirant pour lui. Le joueur débloque petit à petit de nouvelles pièces pour permettre la personnalisation des maisons.

## Système de jeu
Le jeu diffère des autres jeux de la série Animal Crossing en restreignant l’activité du joueur aux éléments de décoration intérieure. Animal Crossing: Happy Home Designer met en scène une agence de décoration dirigée par Tom Nook et opérée par son assistante, Lou. Le joueur, en tant que nouvelle recrue, se voit chargé de la réalisation des contrats de décoration intérieure et de paysagement pour le compte de la firme, et ce, suivant les suggestions des clients,. De nouveaux articles décoratifs seront progressivement déverrouillés par le joueur après chaque contrat dûment rempli.
Il s’agit du premier jeu à utiliser les cartes amiibo de la gamme Animal Crossing dont le lancement fut annoncé au même moment. Le joueur peut donc balayer une carte amiibo afin de choisir le prochain client de l’agence de décoration pour laquelle il travaille. Une fois cette tâche complétée, le joueur peut aussi, de la même manière, inviter d’autres animaux à visiter les maisons qu’il a décorées,.

## Développement
En octobre 2013, Katsuya Eguchi affirme au magazine britannique Edge qu'il travaille déjà au prochain titre de la série Animal Crossing. Le 2 avril 2015, Nintendo annonce durant une présentation vidéo Nintendo Direct Animal Crossing: Happy Home Designer sur Nintendo 3DS, un titre ne faisant pas partie de la série principale. 
Aya Kyogoku, co-productrice du ludiciel, a précisé que les contours du projet initial ont été définis lors de la réalisation du dernier titre de la série principale. En effet, durant l'élaboration de Animal Crossing: New Leaf, l'équipe a du s'attarder à la décoration des maisons de chacun des personnages de la série : « nous nous sommes donc demandés quels articles de déco ces animaux aimeraient ? Quelle genre de vie mènent-ils ? Cet aspect-là de la création [de Animal Crossing: New Leaf] était vraiment amusant et il nous paraissait évident que ce serait aussi le cas pour les amateurs de la série ». Les artisans se sont rapidement rendu compte que de restreindre artificiellement les actions du joueur par l'impositions de contraintes budgetaires portait atteinte à la créativité que l'on cherchait plutôt à stimuler. 
Par ailleurs, l'intégration des figurines/cartes amiibo influença énormément la réalisation de Happy Home Designer puisqu'il fallut imaginer de nouvelles manières de les utiliser intelligemment en jeu, tout comme pour Animal Crossing: amiibo Festival. D'ailleurs, le contenu créé dans Happy Home Designer peut être intégré à amiibo Festival par le truchement des cartes amiibo. Pour rassurer certaines inquiétudes exprimés par des amateurs de la série principale, Aya Kyogoku ne tarda pas à indiquer que ces deux derniers titres étaient des produits dérivés Animal Crossing et que «le prochain titre [de la série principale] ne récupérera pas nécessairement les lignes directrices de ces deux [nouveaux jeux]».
Le jeu est commercialisé le 30 juillet 2015 au Japon, le 25 septembre en Amérique du Nord et le 2 octobre en Europe.

## Accueil
Animal Crossing: Happy Home Designer obtient un score de 66/100 sur l'aggrégateur de notes Metacritic et de 66,15 % pour Gamerankings ce qui représente un accueil critique plutôt mitigé. Romendil de Jeuxvideo.com accorde une note de 15/20 au jeu pour son «catalogue étoffé» et «son interface simple à prendre en main». Kallie Plagge de IGN souligne à la fois «les libertés [que le jeu offre] au joueur dans le but de solliciter sa créativité», mais aussi un concept «peu gratifiant». C'est aussi le constat du site web spécialisé Nintendo Life qui trouve que Happy Home Designer «pêche par manque de défi, par carrence d'objectif». La recension de GameSpot ajoute que le contenu de ce titre «aurait constitué un addiciel de haut calibre pour New Leaf puisqu'il améliore l'interface et ajoute du contenu au jeu de base», mais pour un jeu vendu séparément, l'expérience offerte n'est pas à la hauteur. Plus cinglante, la critique de Gamekult attribue une note de 4 sur 10 au jeu notant au passage que «ce hors-série s'engouffre malheureusement dans la répétitivité» excessive tout en écartant les meilleurs éléments qui constitue les principes de base des jeux de la série principale.
Pour la première semaine suivant son lancement, Happy Home Designer occupa la première position au classement des meilleurs vendeurs du marché vidéoludique japonais avec 522 566 exemplaires écoulés. En mars 2016, Nintendo spécifiait que 3,04 millions d'exemplaires de Happy Home Designer avaient été vendus à travers le monde, dont 1,48 million au Japon seulement.